# Херсенд
Херсенд (франц. Maîtresse Hersend или Magistra Hersend Physica, годы деятельности 1249—1259, Париж) — французская женщина-хирург. Служила при короле Людовике IX. Сопровождала Людовика в седьмом крестовом походе. Является одной из двух женщин, когда-либо зарегистрированных в качестве королевского врача или хирурга.
В средние века существовали женщины-врачи, но они не имели специального образования и вели свою деятельность незаконно. Однако в случае Херсенд, ей не только было позволено заниматься врачеванием, но она была личным хирургом короля.
Помимо обязанности лечить короля, Херсенд также заботилась о здоровье королевы Маргариты Прованской, а во время крестового похода — о женщинах, следующих за солдатами. Херсенд имела большое значение в жизни Людовика IX и его жены. Позже она получила пожизненную пенсию в виде двенадцати пенсов в день за преданное служение королю и королеве и вышла замуж за королевского аптекаря.